# Écos
Écos è un ex comune francese di 981 abitanti situato nel dipartimento dell'Eure nella regione della Normandia.
Il 1º gennaio 2016, i 14 comuni che facevano parte della Communauté de communes Epte-Vexin-Seine: Berthenonville, Bus-Saint-Rémy, Cahaignes, Cantiers, Civières, Dampsmesnil, Écos, Fontenay-en-Vexin, Forêt-la-Folie, Fourges, Fours-en-Vexin, Guitry, Panilleuse e Tourny si sono uniti per formare il nuovo comune di Vexin-sur-Epte.

## Storia

### Simboli
Lo stemma di Écos si blasona:
Creato da Félix Leclerc de Pulligny nel 1876, riprende le arme della famiglia De Montenay.

## Società

### Evoluzione demografica
Abitanti censiti